# دانييل كيلي (ممثل)
دانييل كيلي (بالإنجليزية: Daniel Hugh Kelly)‏ (و. 1952  م) هو كاتب سيناريو، ومنتج أفلام، وممثل تلفزي، وممثل أفلام، ومخرج أفلام، وممثل مسرحي أمريكي، ولد في إليزابيث، نيو جيرسي.

## التعليم
تعلم في الجامعة الكاثوليكية الأمريكية.

## وصلات خارجية
- دانييل كيلي على موقع IMDb (الإنجليزية)
- دانييل كيلي على موقع ألو سيني (الفرنسية)
- دانييل كيلي على موقع تيرنر كلاسيك موفيز (الإنجليزية)
- دانييل كيلي على موقع أول موفي (الإنجليزية)
- دانييل كيلي على موقع قاعدة بيانات برودواي على الإنترنت (الإنجليزية)
- دانييل كيلي على موقع قاعدة بيانات الأفلام السويدية (السويدية)
- دانييل كيلي على موقع إن إن دي بي (الإنجليزية)
- دانييل كيلي على موقع ديسكوغز (الإنجليزية)
- دانييل كيلي على موقع قاعدة بيانات الفيلم (الإنجليزية)
- دانييل كيلي على موقع كينوبويسك (الروسية)